# Comunitat de comunes Brie des Rivières et Châteaux
La Comunitat de comunes Brie des Rivières et Châteaux (oficialment: Communauté de communes Brie des Rivières et Châteaux) és una Comunitat de comunes del departament de Sena i Marne, a la regió de l'Illa de França.
Creada al 2017, està formada 31 municipis i la seu es troba a Le Châtelet-en-Brie.

## Municipis
1. Andrezel
2. Argentières
3. Beauvoir
4. Blandy
5. Bombon
6. Champdeuil
7. Champeaux
8. Le Châtelet-en-Brie
9. Châtillon-la-Borde
10. Chaumes-en-Brie
11. Coubert
12. Courquetaine
13. Crisenoy
14. Échouboulains
15. Les Écrennes
16. Évry-Grégy-sur-Yerre
17. Féricy
18. Fontaine-le-Port
19. Fouju
20. Grisy-Suisnes
21. Guignes
22. Machault
23. Moisenay
24. Ozouer-le-Voulgis
25. Pamfou
26. Saint-Méry
27. Sivry-Courtry
28. Soignolles-en-Brie
29. Solers
30. Valence-en-Brie
31. Yèbles